# Mönchstraße 6 (Stralsund)
Das Gebäude Mönchstraße 6 in Stralsund ist ein denkmalgeschütztes Bauwerk in der Mönchstraße.

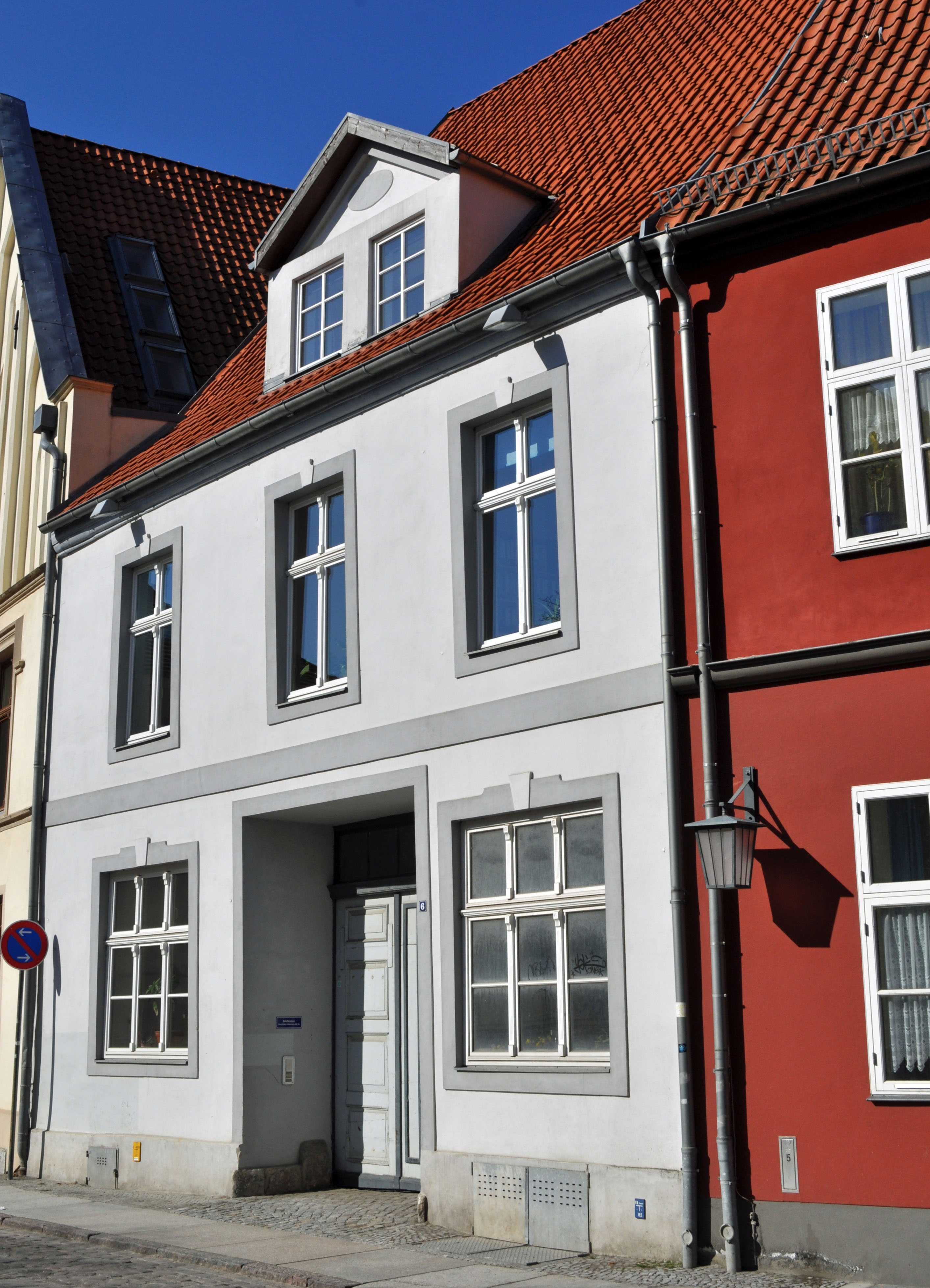
Haus Mönchstraße 6 in Stralsund (2012)

Das zweigeschossige, dreiachsige Traufenhaus wurde im 18. Jahrhundert errichtet. Das Haus steht, wie auch das benachbarte Haus Nr. 5, auf dem Gelände des Predigeranwesens von St. Nikolai, dessen Haus Ende des 17. Jahrhunderts durch einen Brand zerstört wurde. Von der damaligen Bebauung sind die gotischen Brandmauern mit Lichtnischen in den Kellern erhalten. Das spätbarock gestaltete Gebäude besitzt ein im Jahr 1892 verbreitertes Portal und ein übergiebeltes Zwerchhaus.
Das Haus im Kerngebiet des von der UNESCO als Weltkulturerbe anerkannten Stadtgebietes des Kulturgutes „Historische Altstädte Stralsund und Wismar“ ist in die Liste der Baudenkmale in Stralsund eingetragen.